# Reichsstraße 138

Die Reichsstraße 138 (R 138) war bis 1945 eine Staatsstraße des Deutschen Reichs. Sie führte in Ostpreußen von der Reichsstraße 1 bei Taplacken in nördliche Richtung bis nach Tilsit und ab 1939 darüber hinaus bis ins Memelland an die Grenze zur Litauischen SSR. Die Gesamtlänge betrug 85 Kilometer.
Heute verläuft die Trasse der ehemaligen R 138 durch zwei Staaten: Russland (Oblast Kaliningrad) und Litauen (Distrikt Tauragė). Der Verkehr wird von den Straßen A216 (Russland) und Magistralinis kelias A12 in Litauen übernommen, die hier ein Teilstück der Europastraße 77 und der Via Hanseatica bilden.

## Straßenverlauf der R138
A 216 /  / Via Hanseatica:
Provinz Ostpreußen (heute: Oblast Kaliningrad):
Landkreis Wehlau (heute Rajon Gwardeisk (Kreis Tapiau)):
- Taplacken (Talpaki) (Anschluss: Reichsstraße 1)
- Alt Ilischken (Diwnoje)

~ Auergraben (Torfjanka) ~
- Groß Schirrau (Dalneje)

Landkreis Labiau (heute Rajon Polessk (Kreis Labiau)):
- Paschwentschen (1938–1946: Wittenrode, heute Dalneje (2))
- Bittehnen (1938–1946: Biehnendorf, heute Jagodnoje)

~ Rosengraben (Wyssokowka) ~
Landkreis Niederung (1939–45: Landkreis Elchniederung) (heute: Rajon Slawsk (Kreis Heinrichswalde)):
- Groß Skaisgirren (1938–46: Kreuzingen, heute Bolschakowo) (Anschluss: Reichsstraße 126 und Reichsstraße 137)
- Klein Girratischken (1938–46: Gronwalde, heute Krasnosnamenskoje)

Landkreis Tilsit-Ragnit:
- Groß Wingsnupönen (1938–46: Großwingen, heute Obrutschewo)
- Schillkojen (1938–46: Auerfließ, heute Schepetowka)
- Sandlauken (1938–46: Sandfelde, heute Nowokolchosnoje)
- Neu Argeningken (1938–46: Argenbrück, heute Nowokolchosnoje)

Stadtkreis Tilsit:
- Tilsit (Sowetsk) (Anschluss: Reichsstraße 132)

~ Memel (russ.: Neman, lit. Nemunas) ~
o heutige russisch-litauische Grenze o
A 12 /  / Via Hanseatica:
(Heutiger Distrikt Tauragė (Tauroggen)):
Landkreis Pogegen (1939–45: Landkreis Tilsit-Ragnit, heute Kreis Pagėgiai):
- Übermemel (Panemunė)
- Laugßargen (Lauksargiai)

o bis 1939: deutsch-litauische Grenze o
(→ Tauragė (Tauroggen))